# Marmota camtschatica
La marmotta dalla testa nera (Marmota camtschatica (Pallas, 1811)) è una specie della famiglia degli Sciuridi originaria dell'Estremo Oriente russo.

## Descrizione
È una marmotta di dimensioni relativamente piccole (46–53 cm di lunghezza testa-corpo per un peso di 2900-5000 g) e dalla coda breve. La regione dorsale presenta una pelliccia di colore grigio-giallastro brizzolato, mentre quella inferiore è di colore cannella o marrone ruggine. Le zampe anteriori e le scapole sono spesso di colore più chiaro e tendono al verde oliva o al beige. La coda può essere marrone, color carbone o nera. La caratteristica più distintiva della specie, quella che conferisce ad essa il suo nome comune, è però il «cappuccio» nero sulla testa, che si estende da sotto l'occhio e dal naso fino alla parte posteriore del cranio, per poi restringersi in una striscia che si estende fino a metà del dorso, spesso con estensioni più piccole che dall'occhio, passando sotto le orecchie, raggiungono le scapole.

## Biologia
La marmotta dalla testa nera si nutre di graminacee, altre erbe e muschi. Vive in colonie formate da molte gallerie separate, ognuna delle quali occupata da una coppia di adulti e dalla loro prole. Questa è costituita da cinque o sei giovani, che rimangono nel gruppo familiare per almeno tre anni.
Questa specie va in letargo durante i mesi invernali (spesso per un periodo di otto mesi) ed emerge dalle tane a maggio. Le tane invernali si estendono in profondità fino al permafrost. Queste marmotte vanno in letargo in gruppi numerosi, forse perfino in gruppi multifamiliari. Prima di cadere in letargo, tappano gli ingressi della camera e ne rivestono il pavimento utilizzando una grande quantità di lettiera. Intonacano inoltre le pareti della camera e ne rivestono il soffitto con del pietrisco per limitare le dispersioni di calore. In inverno si svegliano periodicamente, indipendentemente dalle condizioni del letargo. La durata del letargo, i tempi di risveglio e la quantità di energia spesa variano a seconda dell'età degli animali.

## Distribuzione e habitat
La marmotta dalla testa nera è una specie paleartica dall'areale limitato alla Siberia nord-orientale. Tuttavia, la sua distribuzione non è continua. Vive nella tundra e negli habitat alpini, dal livello del mare fino ad un'altitudine di 2000 m, nelle regioni intorno al lago Bajkal, lungo il corso superiore dei fiumi Jana e Kolyma, nella Kamčatka settentrionale e nelle parti centrali e settentrionali della penisola dei Ciukci. Dato il suo areale settentrionale, questa specie, così come la marmotta dell'Alaska, è una rappresentante della fauna artica.

## Tassonomia
Ne vengono riconosciute tre sottospecie:
- M. c. camtschatica Pallas, 1811, diffusa nella parte orientale dell'areale; è la sottospecie di maggiori dimensioni, nonché quella dai disegni del mantello più marcati;
- M. c. bungei Kastschenko, 1901, diffusa nella parte centrale dell'areale; costituisce una forma intermedia per dimensioni ed ha una colorazione più sbiadita di M. c. camtschatica;
- M. c. doppelmayri Birula, 1922, diffusa nella parte meridionale e occidentale dell'areale; è la sottospecie più piccola, con disegni neri meno prominenti e un marrone meno soffuso.